# James Lowe
James Francis Rawiri Lowe (* 8. července 1992, Nelson) je ragbista hrající na křídle za irský klub Leinster soutěž United Rugby Championship a za irskou reprezentaci.  
S Leinsterm vyhrál v letech 2018 až 2021 PRO12. V sezóně 2024/25 zvítězil v United Rugby Championship. V roce 2018 byl zvolen do nejlepší sestavy roku té soutěže a ve stejném roce vyhrál s klubem i Evropský pohár mistrů. V sezoně 2021/2022 položil nejvíce pětek (10) během Evropského poháru mistrů. O dvě sezony později si připsal 6 pětek a společně s Francouzi Lebelem a Bielle-Biarreyem jich měl nejvíce. 
Narodil se na Novém Zélandu. Irsko mohl reprezentovat po tříletém pobytu v zemi. Reprezentační premiéru zažil v listopadu 2020 proti Walesu, kde si připsal i první reprezentační pětku. Zúčastnil se MS 2023. 
V roce 2024 byl World Rugby zvolen do nejlepší sestavy roku. S Irskem vyhrál v roce 2023 a 2024 Six Nations. V obou případech byl zvolen do nejlepší sestavy Poháru 6 národů. Na Six Nations 2022 položil společně s Francouzi Villièrem a Penaudem nejvíce pětek (3). V roce 2025 byl součástí Britských a Irských lvů. 